# 59ns Premis Grammy
Els 59ns Premis Grammy es van dur a terme el 12 de febrer de 2017. La cadena CBS va retransmetre el programa en directe des del Staples Center a Los Angeles. La cerimònia va reconèixer els millors enregistraments, composicions i artistes de l'any d'elegibilitat, que va tenir lloc a partir de l'1 d'octubre de 2015, fins al 30 de setembre de 2016.
James Corden va presentar la cerimònia per primera vegada. La cerimònia prèvia a la transmissió (anomenada oficialment The Premiere Ceremony) es va celebrar el mateix dia abans de l'esdeveniment principal i va ser presentada per l'humorista Margaret Cho.
Les nominacions es van anunciar el 6 de desembre de 2016. Beyoncé va ser qui obtingué més nominacions, amb nou. Drake, Rihanna i Kanye West van rebre vuit nominacions cadascun, mentre que Chance the Rapper venia a continuació amb set nominacions. Tom Elmhirst va guanyar els sis premis de les sis nominacions com a enginyer/mesclador. Entre els artistes, Adele va ser la guanyadora de la nit amb cinc trofeus, inclòs el Àlbum de l'Any per 25, Disc de l'any i Cançó de l'any per "Hello". Adele també es va convertir en la primera músic de la història a guanyar els tres premis generals en la mateixa cerimònia dues vegades, anteriorment guanyant les tres categories als 54ns Premis Grammy de l'any 2021. David Bowie i Greg Kurstin van seguir-la amb quatre trofeus. Chance the Rapper va guanyar el Millor Artista Novell juntament amb dos premis més.